# رولاند (صاروخ)
رولاند (بالإنجليزية: Roland)‏ هو صاروخ أرض-جو متنقل، من فئة صواريخ سام (SAM) الموجهة، من صنع فرنسي ألماني مشترك. تم شراء رولان أيضا من قبل الجيش الأمريكي، وهو أحد أنظمة سام الأجنبية القليلة جدا التي تعمل معهم.

## المستخدمون
الأرجنتين
 البرازيل (مستخدم سابق)
 فرنسا
 ألمانيا (في مرحلة أتهاء من الخدمة، وسوف يستبدل بـ LFK NG)
 العراق (مستخدم سابق)
 نيجيريا
 قطر
 سلوفينيا
 إسبانيا
 الولايات المتحدة - يستخدم بشكل عام من قيل الحرس الوطني والجيش الأمريكي
 فنزويلا

## مصادر خارجية

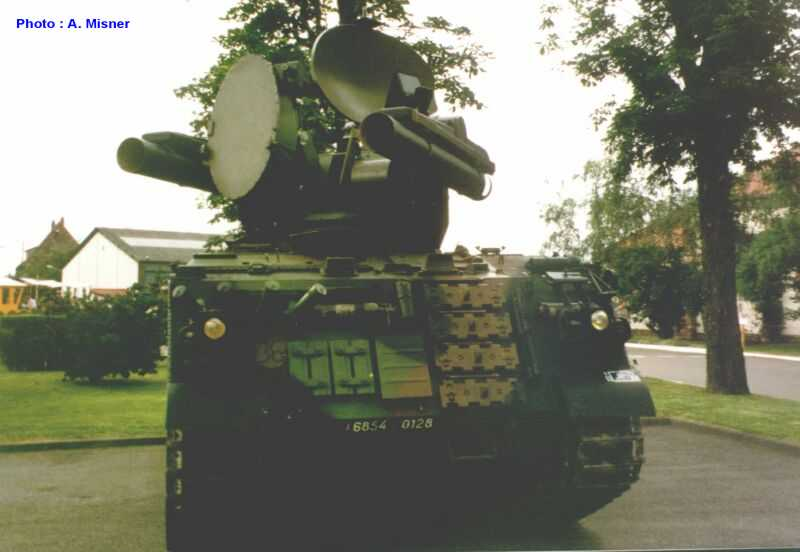
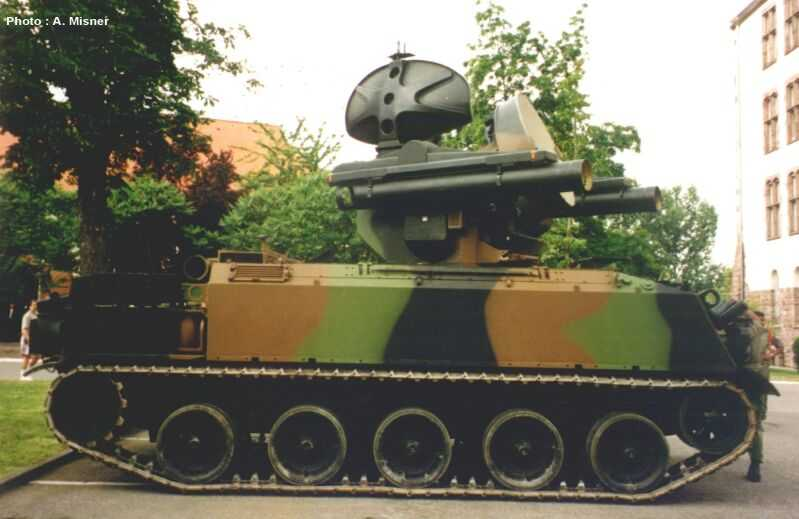
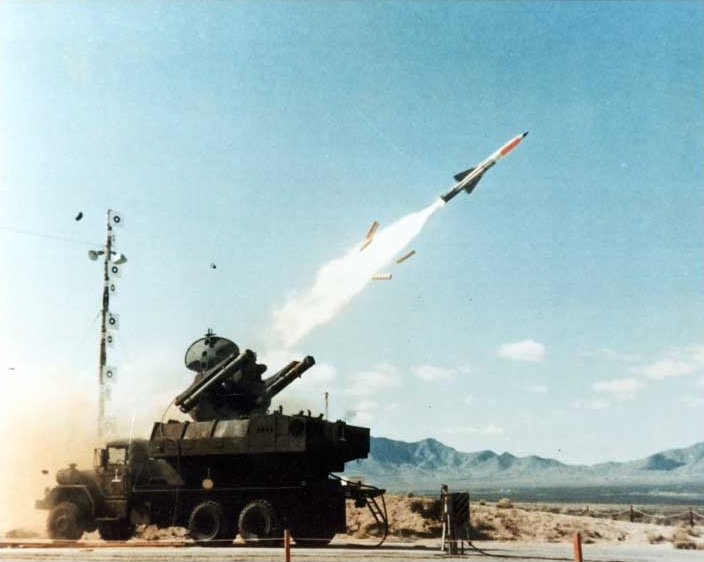